# Ikarus 190
Der Ikarus 190 ist ein nach den Richtlinien der deutschen VÖV konstruierter Standard-Linienbus, der in den 1970er Jahren von der ungarischen Firma Ikarus insbesondere für den bundesdeutschen Markt gefertigt wurde.

## Geschichte
Im Bemühen Ungarns, eigene Produkte auch auf dem westeuropäischen Markt zu verkaufen, entstand der Plan, Omnibusse nach den VÖV-Richtlinien zu bauen. Dazu nahm das ungarische Außenhandelsunternehmen für Kraftfahrzeuge MOGÜRT über die Firma Ferrostaal AG Verbindung mit der Gesellschaft für Verkehrsberatung und Verfahrenstechniken (GVV), einer Tochtergesellschaft der Hamburger Hochbahn (HHA) auf. Aufgrund der geführten Verhandlungen wurde der Heckmotorbus Ikarus 190 nach den Plänen gemäß der damals aktuellen VÖV-Richtlinien für Standard-Linienbusse konstruiert. Diese erfolgte vornehmlich, um ihn dann als Devisenbringer ins westliche Ausland zu verkaufen.
Im Herbst 1971 wurde ein „Probebus“ nach Hamburg geschickt, der bei der HHA unter der Wagennummer 2100 im Betriebshof Mesterkamp getestet wurde. Nach der Typenprüfung durch das Kraftfahrtbundesamt ging der Prototyp zurück nach Ungarn. Nach Verbesserungen wurde er 1972 erneut in Hamburg vorgeführt. Daraufhin wurde ein Optionsvertrag über maximal 280 Busse zwischen MOGÜRT und dem Hamburger Verkehrsunternehmen abgeschlossen.

## Einsatz
Die Serienlieferungen erfolgten ab Dezember 1973, allerdings nicht an die HHA (diese hatte sich inzwischen an Daimler-Benz gebunden und nahm große Stückzahlen des VÖV-Standard-Linienbusses Mercedes-Benz O 305 ab), sondern an die ebenfalls in Hamburg ansässigen Verkehrsbetriebe Hamburg-Holstein (VHH). Die erste Lieferung umfasste zwanzig Fahrzeuge, die die Wagennummern 7329–7348 erhielten und von Bergedorf aus eingesetzt wurden. Von 1975 bis 1977 erfolgten weitere Lieferungen aus Ungarn an die VHH, die diese Busse später auch in den Stadtverkehren Neumünster und Norderstedt einsetzte. Die Stückzahl von 280 aus dem Optionsvertrag wurde allerdings nicht erreicht, es waren 154 Wagen. Mitte der 1980er Jahre verschwanden die Ikarus 190 aus dem Straßenbild der (nord)deutschen Städte. Nach der üblichen Einsatzzeit verkaufte die VHH zwischen 1982 und 1984 etliche der Busse der ersten drei Serien an andere Betriebe: Zwölf übernahmen die Verkehrsbetriebe Grafschaft Hoya (VGH) in Niedersachsen, sechs gingen an Kyrburg-Reisen in Rheinland-Pfalz, außerdem gingen einige Busse an andere Busbetriebe, meist in Westfalen. 15 Wagen der letzten Serie übernahmen schließlich 1986 die Gebr. Ruoff in Waiblingen. Die meisten wurden jedoch bei Mercedes-Benz-Händlern in Zahlung gegeben oder verschrottet.
Anfang der 1980er Jahre sollen noch 100 Busse des Typs 190 in ähnlicher Ausführung nach Kuwait geliefert worden sein.
Ein Exemplar der ersten Serie (Wagen 7345) wurde durch die VHH vor einigen Jahren zurückgekauft, um ihn als Museumswagen zu erhalten. Wegen seines sehr schlechten Zustandes waren aber eine Präsentation und erst recht Fahrten damit in absehbarer Zeit nicht zu erwarten. Deshalb wurde der Bus im Frühjahr 2009 an den Hamburger Omnibusverein (HOV) abgegeben. Dort soll zumindest sein Zustand gesichert werden.

## Technik und Aufbau
Beim Ikarus 190 wurden bis auf Elektrik, Lenkung und (Schalt-)Getriebe ungarische Produkte verwendet. Der 6-Zylinder-Dieselmotor mit Direkteinspritzung von RÁBA nach Lizenz der MAN war horizontal liegend im Heck angeordnet und leistete 192 PS. Der Bus entsprach in den Abmessungen (zum Beispiel der Fenster, Außenleuchten) genau der deutschen VÖV-Typempfehlung, auch der VÖV-Fahrerplatz war vorhanden. Allerdings hatte die erste Serie (wie auch die frühen Standardbusse von Büssing, Magirus-Deutz und MAN) noch nicht die gebogenen hinteren Eckscheiben. Auch sonst war der Ikarus 190 Bus dem MAN SL 192 sehr ähnlich. Das Fahrzeug hatte die horizontal gewölbten VÖV-Frontscheiben, Ausführungen mit der StÜLB-Front gab es nicht. Die Front war oben um Windschutzscheiben und Fahrtzielanzeige bei der ersten Serie in Schwarz gehalten. Anders als bei den deutschen Standardbussen bestanden die Stufen an den Türen aus Kunststoff-Formteilen anstatt aus Metallblechen. Die mit rotem Kunstleder bezogenen Fahrgastsitze waren durch ihre weiche Polsterung und verstärkte Seitenführungen sehr bequem.